# 北関東菊花賞
北関東菊花賞（きたかんとうきっかしょう）は、高崎競馬場で行われていた地方競馬重賞競走（G1）である。
北関東皐月賞（1冠目、宇都宮）、北関東ダービー（2冠目、宇都宮）とで「北関東三冠」を形成していた。

## 概要
1978年に4歳（現3歳）の競走「北関東優駿」として創設。
1980年に「北関東菊花賞」に改称。
「高崎皐月賞」「高崎ダービー」「北関東菊花賞」で群馬（高崎）三冠を形成していたが、達成馬はいなかった。
2000年からは「北関東皐月賞」「北関東ダービー」「北関東菊花賞」の3レースで「北関東三冠」が確立され、「栃木三冠」と「群馬三冠」が廃止された。これにより、高崎皐月賞と高崎ダービーは廃止となった。
2004年にフジエスミリオーネが優勝し北関東三冠を達成するも、同年12月31日に高崎競馬場が廃止となり、当競走も廃止となった。

## 歴代優勝馬
第14回（1991年）までは2000m、第15回（1992年）以降は2100m。
| 回数   | 施行日         | 優勝馬             | 性齢 | 所属 | タイム | 優勝騎手   | 管理調教師 |
| ------ | -------------- | ------------------ | ---- | ---- | ------ | ---------- | ---------- |
| 第1回  | 1978年11月29日 | アカギタタン       | 牡4  | 高崎 | 2:08.4 | 平井光二   | 大島一美   |
| 第2回  | 1979年11月14日 | ガンチユウ         | 牝4  | 高崎 | 2:12.2 | 井田莊一郎 | 一倉昌行   |
| 第3回  | 1980年11月24日 | ハグロムサシ       | 牡4  | 高崎 | 2:08.0 | 重村隆司   | 橋本充夫   |
| 第4回  | 1981年11月19日 | カズミエベレスト   | 牡3  | 高崎 | 2:11.9 | 野村正直   | 濱田勝三   |
| 第5回  | 1982年12月7日  | トウシヨウザクラ   | 牝3  | 高崎 | 2:13.0 | 植栗守     | 澁谷武久   |
| 第6回  | 1983年11月17日 | ブリゾー           | 牝3  | 高崎 | 2:13.9 | 新井哲     | 渡邉和泰   |
| 第7回  | 1984年11月8日  | トランジエツトー   | 牝3  | 高崎 | 2:09.2 | 野村正直   | 内野浩司   |
| 第8回  | 1985年12月6日  | エレガントホース   | 牡3  | 高崎 | 2:10.3 | 丸山侯彦   | 小林守     |
| 第9回  | 1986年11月21日 | ブルーリツク       | 牡3  | 高崎 | 2:10.8 | 斎藤誠     | 一倉昌行   |
| 第10回 | 1987年11月23日 | トウコンフアイヤー | 牡3  | 高崎 | 2:11.2 | 野村正直   | 加藤光司   |
| 第11回 | 1988年11月20日 | カムイシーザー     | 牡3  | 高崎 | 2:13.8 | 福田三郎   | 佐藤和伸   |
| 第12回 | 1989年11月19日 | トミケンホープ     | 牡3  | 高崎 | 2:12.0 | 久保田政弘 | 渡邉和泰   |
| 第13回 | 1990年11月18日 | シンガンスピード   | 牡3  | 高崎 | 2:09.4 | 丸山弘之   | 飯田茂夫   |
| 第14回 | 1991年11月17日 | ミサトメモリー     | 牝3  | 高崎 | 2:10.2 | 丸山弘之   | 畠中正孝   |
| 第15回 | 1992年11月15日 | ダンディテシオ     | 牡3  | 高崎 | 2:23.5 | 高橋文雄   | 川嶋弘吉   |
| 第16回 | 1993年11月14日 | ステートジョージ   | 牡3  | 高崎 | 2:19.7 | 水野貴史   | 川嶋弘吉   |
| 第17回 | 1994年11月13日 | グランドツアラー   | 牡3  | 高崎 | 2:28.8 | 茂呂菊次郎 | 清水政夫   |
| 第18回 | 1995年11月26日 | ナチュラルレディ   | 牝3  | 高崎 | 2:23.3 | 茂呂菊次郎 | 木村昌志   |
| 第19回 | 1996年11月16日 | マリンオーシャン   | 騸3  | 高崎 | 2:23.2 | 金井正幸   | 森山英雄   |
| 第20回 | 1997年11月24日 | サホロランラン     | 牡3  | 高崎 | 2:22.5 | 加藤和博   | 堀江富雄   |
| 第21回 | 1998年11月22日 | ミナミノイーグル   | 牡3  | 高崎 | 2:19.6 | 長島茂夫   | 長島康男   |
| 第22回 | 1999年11月21日 | エアーホースワン   | 牡3  | 高崎 | 2:21.9 | 米田真由美 | 瀬谷保司   |
| 第23回 | 2000年11月19日 | カヌマオペラオー   | 牡3  | 高崎 | 2:19.9 | 佐々木泉   | 市澤初太郎 |
| 第24回 | 2001年11月18日 | ブラックキング     | 牡3  | 高崎 | 2:19.5 | 内田利雄   | 仁岸進     |
| 第25回 | 2002年11月17日 | メモリーブロンコ   | 牡3  | 高崎 | 2:22.0 | 水野貴史   | 川嶋弘吉   |
| 第26回 | 2003年11月23日 | タイガーロータリー | 牡3  | 高崎 | 2:21.5 | 水野貴史   | 川嶋弘吉   |
| 第27回 | 2004年11月7日  | フジエスミリオーネ | 牡3  | 高崎 | 2:20.0 | 平澤則雄   | 仁岸進     |